# Heliconius pardalinus
|  | Dieser Artikel wurde aufgrund von formalen oder inhaltlichen Mängeln in der Qualitätssicherung Biologie im Abschnitt „Insekten“ zur Verbesserung eingetragen. Dies geschieht, um die Qualität der Biologie-Artikel auf ein akzeptables Niveau zu bringen. Bitte hilf mit, diesen Artikel zu verbessern! Artikel, die nicht signifikant verbessert werden, können gegebenenfalls gelöscht werden. Lies dazu auch die näheren Informationen in den Mindestanforderungen an Biologie-Artikel. Begründung: dringend ausbaubedürftig |

Heliconius pardalinus ist ein in Südamerika beheimateter Schmetterling aus der Familie der Edelfalter (Nymphalidae).

## Beschreibung
Die gelben Eier sind 1,4 mm lang und 0,9 mm breit. Die Raupe trägt schwarze Flecken auf weißem Grund. Die Flügelspannweite der orange-roten Flügel mit braunen Flecken beträgt 90 mm.

## Taxonomie

### Erstbeschreibung
Die Erstbeschreibung erfolgte 1862 durch Henry Walter Bates.

### Hybride Artbildung
Die Hybridisierung von Heliconius pardalinus und Heliconius melpomene führte zur hybridogenen Artbildung von Heliconius elevatus.

## Etymologie
Das Artepitheton pardalinus bedeutet leopardenartig gepunktet.

## Verbreitung
Heliconius pardalinus kommt in Bolivien, Brasilien, Peru, Ecuador, und Kolumbien vor.

## Ökologie

### Herbivorie
Die Raupen fressen an Passiflora Pflanzen.

### Lebensraum
Heliconius pardalinus kommt in Auwäldern in einer Höhe von 0–1200 m über dem Meeresspiegel vor.